# Marc Antoine Alexis Giraud
Pour les articles homonymes, voir Giraud.
Marc Antoine Alexis Giraud, né le 30 septembre 1748 à Saint-Jean-de-Liversay et mort le 20 août 1821 à Paris, est un magistrat et homme politique de la Révolution française.

## Biographie
Marc Antoine Alexis Giraud est le fils de Marc Antoine Giraud, avocat et sénéchal du comté de Benon, et de Geneviève Nadau. Marié à la sœur de l'amiral Guy-Victor Duperré, il est le grand-père de l'ophtalmologue Félix Giraud-Teulon et l'arrière-grand-père de l'historien Alexis Giraud-Teulon.
Giraud est juge de paix à La Rochelle lorsqu'il est élu en septembre 1792 député de la Charente-Inférieure, le neuvième sur onze, à la Convention nationale. Au début de la session parlementaire, il est désigné membre du Comité de Commerce et du Comité colonial et suppléant au Comité de la Marine.
Giraud siège sur les bancs de la Plaine. Au procès de Louis XVI, il vote la détention durant la guerre et le bannissement à la paix et vote en faveur du sursis à l'exécution. Il est absent à la mise en accusation de Marat et vote en faveur du rétablissement de la Commission des Douze. Giraud est envoyé en mission à Saint-Domingue aux côtés de Bourdon de l'Oise et de Vardon mais sa mission est finalement annulée.
Giraud est réélu député de son département au Conseil des Cinq-Cents.

## Sources
- « Marc Antoine Alexis Giraud », dans Adolphe Robert et Gaston Cougny, Dictionnaire des parlementaires français, Edgar Bourloton, 1889-1891 [détail de l’édition]